# Kirghiz (cheval)
Pour les articles homonymes, voir Kirghize (homonymie).
Le Kirghiz est une race chevaline élevée traditionnellement par les nomades Kirghiz sur leurs terres d'origine, au Kirghizistan. Décrit par les Russes au XIXe siècle, il est ensuite croisé durant l'époque soviétique, et se raréfie. Il est considéré comme un symbole national kirghize depuis la dislocation de l'URSS.

## Histoire
Ce cheval est associé au passé nomade des Kirghizes. Il provient vraisemblablement du croisement entre une souche local et le cheval mongol. Il est décrit par les Russes, qui confondent les races Kazakhe et Kirghize sous le nom de Kirghizes-Kaïssaks au XIXe siècle, pendant leur conquête de l'Asie centrale. Il est peu onéreux à l'achat, plus grand que le cheval mongol, avec une tête plus lourde de profil rectiligne, et une courte encolure portée bas.
Les Russes lui reprochent sa petite taille. Au cours de l'époque soviétique, le cheval kirghize est donc croisé avec des races étrangères importées, notamment des souches de Don et de Pur-sang, pour créer une nouvelle race plus grande, le Novokirghize ou Nouveau Kirghiz. Ces croisements sont initiés par V. A. Pânovskij dans son haras privé à Prževalsk. 
Ce cheval entre alors en voie d'extinction, ainsi que les traditions qui lui étaient associées. La catégorie du cheval kirghize disparaît des statistiques officielles en RSS de Kirghizie, le Novokirghize étant supposé prendre sa place. Cependant, après la dislocation de l'URSS, le cheval kirghize perdure dans les faits. Le processus s'accompagne d'une attention portée au cheval ancestral, nommé kyrgyzskaâ lošad soit « pur-sang kirghize ».
Sa sauvegarde est entre les mains de l'association franco-kirghize Kyrgyz Ate, créée à Bichkek au début du XXIe siècle par une cavalière et journaliste française, Jacqueline Ripart,,.

## Description
Le type est celui du petit cheval de montagne. Un standard de race a été établi, en partie sur la base d'une description retrouvée dans les archives à Saint-Petersbourg, et a été approuvé par le ministère kirghize de l'agriculture.

### Taille
Il mesure de 1,37 m à 1,49 m, pour une moyenne de 1,45 m. En effet, le standard établi par Jacqueline Ripart établi la limite de taille maximale à 1,49 m. Cette limite est plus élevée que la taille décrite dans les documents du XIXe siècle, mais la sociologue Carole Ferret estime qu'une taille plus réduite aurait probablement été trop restrictive. Comme le note Cassidy, « les Kirghizes eux-mêmes ne se soucient guère de la race ni de la taille de leurs chevaux ».

### Morphologie
La tête est courte, pourvue d'un profil rectiligne ou légèrement convexe. Les oreilles sont petites. L'encolure est large. Ses épaules sont droites et courtes. Le dos est court. La croupe est large et inclinée, avec une queue attachée bas. Crinière et queue sont très fournies et abondantes.
Les membres sont solides. Les pieds sont petits et très solides.

### Robe
La couleur de robe peut être foncée (baie, alezane ou noire), grise, ou arborer des dilutions plus rares comme l'isabelle, l'aubère et le rouan.

### Tempérament et allures
La race a de grandes qualités de résistance, d'endurance et de sobriété,. L'hiver, elle développe un pelage très dense. Elle est aussi d'une bonne longévité.
Le Kirghiz a fait l'objet d'une étude visant à déterminer la présence de la mutation du gène DMRT3 à l'origine des allures supplémentaire : l'étude de 31 sujets a permis de détecter la présence de cette mutation chez 40,3 % d'entre eux, et de confirmer l’existence de chevaux avec des allures supplémentaires (l'amble) parmi la race. En plus d'aller l'amble, il dispose d'un pied très sûr en montagne.

## Utilisations

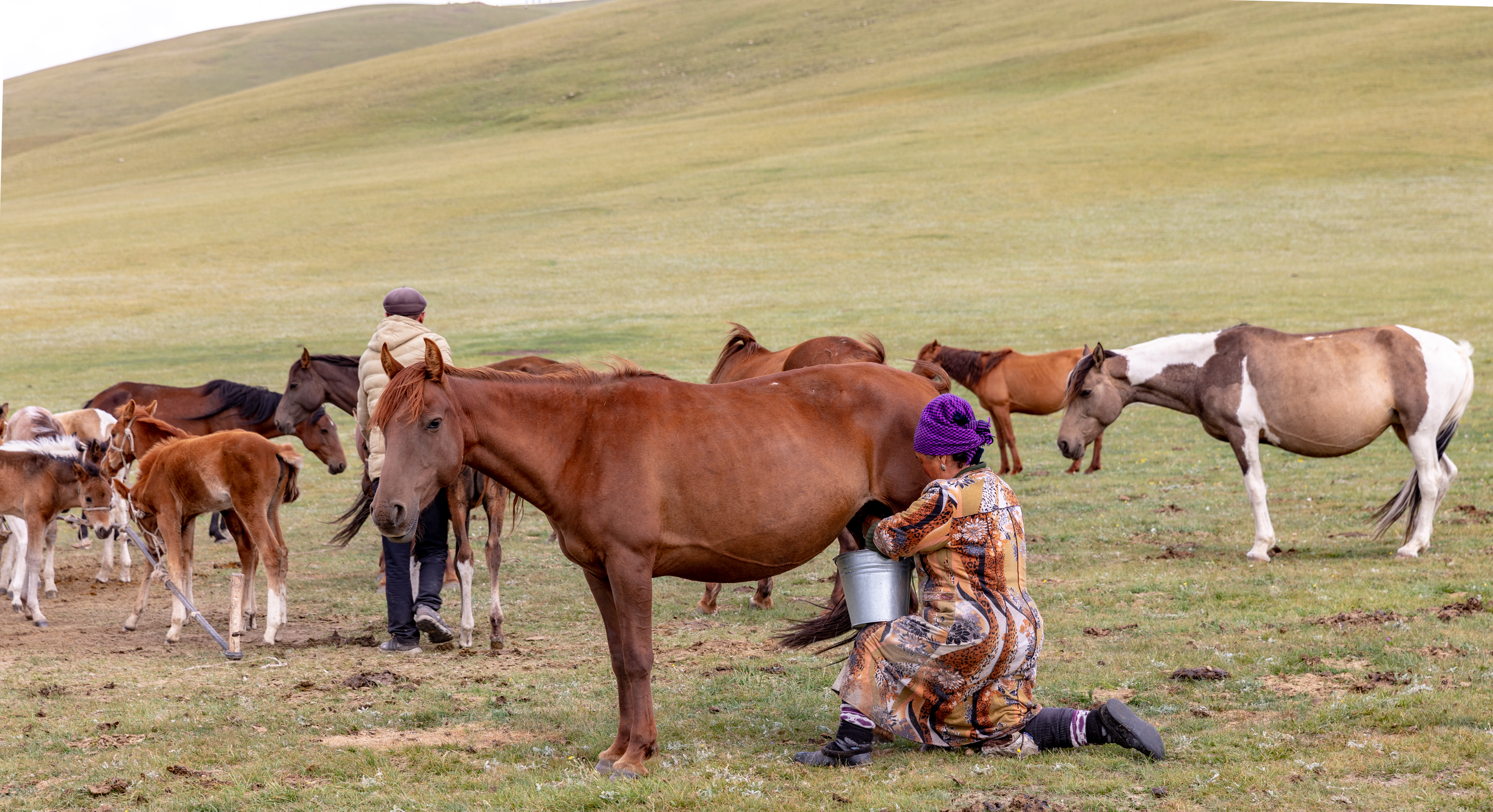
Traite d'une jument à Song-Kul.

Le Kirghiz est utilisé comme cheval de selle pour l'équitation, pour les courses et comme cheval de traction légère ou de bât. Il est important pour la production de viande et le lait de jument.
Les courses sur longue distance font l'objet d'un regain d'intérêt depuis les années 1990.

## Diffusion de l'élevage
Les effectifs de la race se reconstituent depuis l'époque communiste. En 2002, les effectifs de la race sont de 78 000 dans tous le Kirghizistan. Ce cheval est aussi massivement présent en Chine, et de façon plus rare au Kazakhstan et au Tadjikistan.

## Dans la culture
Avec les jeux traditionnels à cheval tels que le Kok-borou (également connu au Kirghizistan sous le nom de ulak-tartysh), l'oodarysh (lutte à cheval) et le kyz-kuumai, le cheval kirghize peut être perçu comme un symbole du passé nomade pré-soviétique du peuple kirghize, et donc comme un élément de la culture et de l'identité nationale kirghizes post-soviétiques,,. 
Depuis 2005, ce cheval est l'objet de festivals qui lui sont dédiés, les At čabyš (course hippique), ainsi nommés parce qu'ils comprennent des courses d’endurance en terrain varié. Ces festivals ont aussi lieu dans le district kirghiz de Murghab, dans le Pamir tadjik. En 2007, l'association Kyrgyz Ate a organisé un festival à Korgundu Bulak, dans les montagnes du Tian Shan, afin de « démontrer les capacités de la race dans ses conditions d'origine ».